# Blynitrat

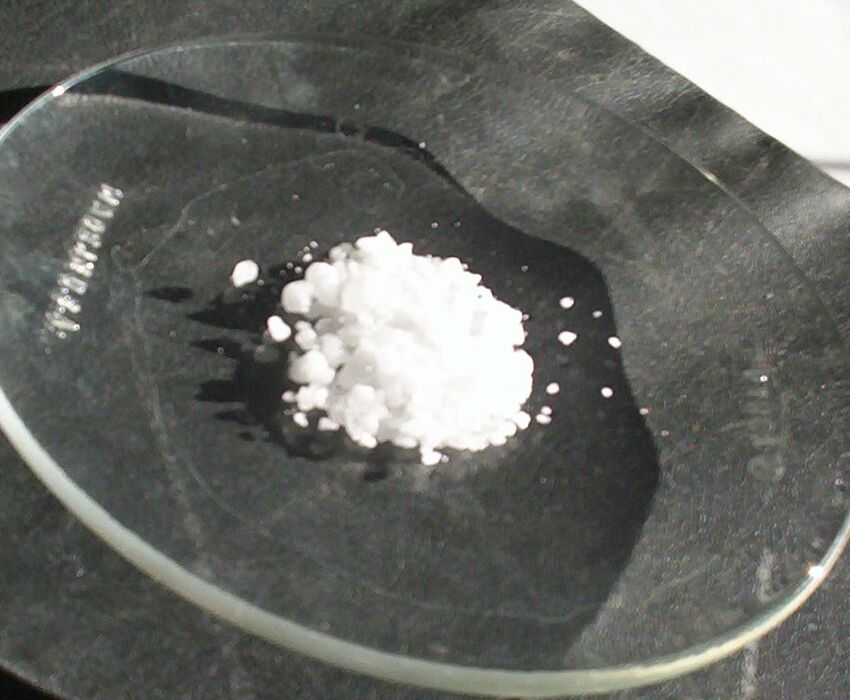
Blynitrat

Blynitrat Pb(NO3)2 är en kemisk förening och det oorganiska salt som skapas genom en förening av salpetersyra och bly. Det förekommer i form av en färglös kristall eller ett vitt pulver. Blynitrat är giftigt och bör behandlas därefter. Under medeltiden gick ämnet under namnet plumbum dulce och användes som färgpigment.

## Framställning
Blynitrat framställs genom att lösa upp bly eller blyoxid i salpetersyra.
{\displaystyle {\rm {Pb+2\ HNO_{3}\rightarrow Pb(NO_{3})_{2}+H_{2}}}}
{\displaystyle {\rm {PbO+2\ HNO_{3}\rightarrow Pb(NO_{3})_{2}+H_{2}O}}}
Eftersom blynitrat inte är lösligt i salpetersyra så fälls det ut i form av kristaller.